# Eloise Mumford
Eloise Mumford (Olympia, 24 september 1986) is een Amerikaans actrice. Ze is vooral bekend voor haar rol als Lena Landry in The River en haar rol in Fifty Shades of Grey als Kate.